# Tom Persson
Tom Stefan Persson, född 15 maj 1985 i Danderyds församling i Stockholms län, är en svensk affärsman inom film och media.

## Karriär
Tom Persson växte upp i Djursholm som yngsta barnet till Stefan Persson och fotografen Pamela Persson, född Collett Larson, samt yngre bror till Karl-Johan Persson och Charlotte Söderström. H&M-grundaren Erling Persson är hans farfar. Mormors bror är direktören Ulf Collett.
Efter filmstudier på Met Film School i London i Storbritannien, återvände han till Sverige. Tom Perssons bolag CoMade startade sin verksamhet 2016 inom film och media. Han toppade listan över de rikaste under 30 år i Storbritannien 2013.
Tillsammans med sina syskon rankades han av finanstidningen Veckans Affärer på 22:a plats bland Sveriges 147 miljardärer 2014.

## Filmografi i urval
- 2012 – A Society (produktionsledare)
- 2017 – Korparna (producent)
- 2017 – The Nile Hilton Incident (exekutiv producent)